# Беззубцев, Михаил Константинович
Михаил Константинович Беззубцев (ум.1511) — воевода на службе у московских князей Ивана III и Василия III. Окольничий (1510). Один из представителей дворянского рода Беззубцевых, многие представители которых несли военную службу. Сын воеводы Константина Александровича и правнук боярина Фёдора Кошки.
В 1497 году как второй воевода судовой рати участвовал в походе на Казань против Урака и царевичей-шейбанидов. В 1507 году как воевода сторожевого полка ходил из Великих Лук против Михаила Глинского. Имел трех сыновей: Ивана, Григория и Василия.